# Семак, Алла Владимировна
Алла Владимировна Семак (род. 7 ноября 1947, Тбилиси) — советская и российская актриса театра и кино. Заслуженная артистка Российской Федерации (1994).

## Биография
Окончила ЛГИТМиК им. Н. Черкасова, отделение актёров музыкальной комедии (1970).
В 1970 году была принята солисткой в Ленинградский театр музыкальной комедии. С 2000 года — занимает должность режиссёра театра
В 1974 г. прошла пробы на главную роль в фильме Свадьба Кречинского — Лидочка Муромская.
Советская, российская актриса киностудии «Ленфильм».
Доцент Санкт-Петербургской государственная консерватория имени Н. А. Римского-Корсакова.

## Театральные работы

#### Ленинградский театр музыкальной комедии
1. 1968 — «Верка и алые паруса» Г. Портнова
2. 1970 — «Третья весна» Г. Портнова
3. 1970 — «Венские встречи» И. Штрауса — Луиза
4. 1971 — «Роз-Мари» Р. Фримля и Г. Стотхарта — Роз-Мари
5. 1971 — «Ночной незнакомец» В. Дмитриева — Таня
6. 1971 — «Приключения Тома Сойера» С. Баневича — Бэкки Тэчер[8].
7. 1973 — «Свадьба Кречинского» А. Колкера — Лидочка Муромская
8. 1973 — «Охтинский мост» В. Лебедева
9. 1976 — «Фиалка Монмартра» И. Кальмана — Виолетта
10. 1976 — «Бабий бунт» Е. Птичкина — Казачка Настя
11. 1978 — «Иоганн Штраус — король вальса»
12. 1979 — «Разбитое зеркало, или Новая опера нищих» А. Журбина — Полли Пичем

#### Режиссёрские работы
- «Чин-Чи-Ла» — оперетта Карло Ломбардо и Вирджилио Ранцато (2018)[9][10].
- «Венская кровь» — оперетта Иоганна Штрауса (2015)[11][12][13][14].
- «Женихи» — оперетта Исаака Дунаевского (2014)[15].
- «Кокс и Бокс в суде» — оперетта Артура Салевана (2017)[16].

## Фильмография
1. 1974 — Свадьба Кречинского(ТВ) — Лидочка Муромская[17].
2. 2008 — Пропавший театр (документальный)

## Критика
Алла Семак сыграла только одну роль в кино — в фильме «Свадьба Кречинского», в котором критикой высоко была отмечена работа всех актёров, но игра Аллы Семак стояла прежде всех:

Из персонажей раньше всего назовем Лидочку в исполнении Аллы Семак. Вот уж не нечто «трогательное в белом платье» (Хотя платье и в самом деле белое!). От провинциальной барышни до незаурядной личности в последней «роковой» сцене актриса сумела показать сей путь верно.— Советский экран, 1975 год
Известный критик Татьяна Москвина, отзываясь о «поразительном спектакле» режиссёра В. Воробьёва «Охтинский мост», ранее снявшего фильм «Свадьба Кречинского» с Аллой Семак, отметила, что и режиссёр снова не ошибся с исполнительницей главной роли:

Большеглазая Алла Семак, уже спевшая трогательную Лидочку в «Свадьбе Кречинского», играет Марину, главную героиню «Охтинского моста».

## Признание и награды
- Заслуженная артистка России (1994).